# Anthony Mfa Mezui
Anthony Mfa Mezui (ur. 7 marca 1991 w Beauvais) – urodzony we Francji gaboński piłkarz występujący na pozycji bramkarza.

## Kariera klubowa
Mfa Mezui jest wychowankiem klubu FC Metz, w którym zadebiutował w sezonie 2011/2012. W sezonie 2015/2016 był wypożyczony do belgijskiego Seraing United. W sezonie 2019/2020 grał w US Sarre-Union, a w 2020 przeszedł do FC Rodange 91.
| Sezon   | Klub           | Kraj       | Rozgrywki              | Mecze | Bramki | Rozgrywki Europy | Mecze | Bramki |
| ------- | -------------- | ---------- | ---------------------- | ----- | ------ | ---------------- | ----- | ------ |
| 2011/12 | FC Metz        | Francja    | Ligue 2                | 7     | 0      | –                | –     | –      |
| 2012/13 | FC Metz        | Francja    | National               | 16    | 0      | –                | –     | –      |
| 2013/14 | FC Metz        | Francja    | Ligue 2                | 4     | 0      | –                | –     | –      |
| 2014/15 | FC Metz        | Francja    | Ligue 1                | 16    | 0      | –                | –     | –      |
| 2015/16 | Seraing United | Belgia     | Tweede klasse          | 19    | 0      | –                | –     | –      |
| 2019/20 | US Sarre-Union | Francja    | Championnat National 3 | 10    | 0      | –                | –     | –      |
| 2020/21 | FC Rodange 91  | Luksemburg | Nationaldivisioun      | 24    | 0      | –                | –     | –      |
| 2021/22 | FC Rodange 91  | Luksemburg | Nationaldivisioun      | 29    | 0      | –                | –     | –      |

Stan na: koniec sezonu 2021/2022

## Kariera reprezentacyjna
W reprezentacji Gabonu zadebiutował w 2010 roku.